# Seznam dílů seriálu Láska je Láska
Toto je seznam dílů seriálu Láska je Láska. Americko-kanadský televizní seriál Láska je Láska měl premiéru na stanici Showtime.

## Přehled řad
| Řada | Díly | Premiéra v USA | Premiéra v USA  | Premiéra v ČR      | Premiéra v ČR     |
| Řada | Díly | První díl      | Poslední díl    | První díl          | Poslední díl      |
| ---- | ---- | -------------- | --------------- | ------------------ | ----------------- |
| 1    | 13   | 18. ledna 2004 | 11. dubna 2004  | 15. srpna 2011     | 4. listopadu 2011 |
| 2    | 13   | 20. února 2005 | 15. května 2005 | 11. listopadu 2011 | 3. února 2012     |
| 3    | 12   | 8. ledna 2006  | 26. března 2006 | 10. února 2012     | 29. února 2012    |
| 4    | 12   | 7. ledna 2007  | 25. března 2007 | 6. května 2012     | 22. července 2012 |
| 5    | 12   | 6. ledna 2008  | 23. března 2008 | 29. července 2012  | 14. října 2012    |
| 6    | 8    | 18. ledna 2009 | 8. března 2009  | 21. října 2012     | 9. prosince 2012  |

## Seznam dílů

### První řada (2004)
| Č. v seriálu | Č. v řadě | Původní název    | Český název         | Režie            | Scénář                                                                       | Premiéra v USA  | Premiéra v ČR     |
| ------------ | --------- | ---------------- | ------------------- | ---------------- | ---------------------------------------------------------------------------- | --------------- | ----------------- |
| 1            | 1         | Pilot            | —                   | Rose Troche      | námět: Ilene Chaiken, Kathy Greenberg a Michele Abbott scénář: Ilene Chaiken | 18. ledna 2004  | 15. srpna 2011    |
| 2            | 2         | Let's Do It      | Lítáme v tom        | Rose Troche      | Susan Miller                                                                 | 25. ledna 2004  | 19. srpna 2011    |
| 3            | 3         | Longing          | Lítost              | Lynne Stopkewich | Angela Robinson                                                              | 1. února 2004   | 26. srpna 2011    |
| 4            | 4         | Lies, Lies, Lies | Lži, samé lži       | Clement Virgo    | Josh Senter                                                                  | 8. února 2004   | 2. září 2011      |
| 5            | 5         | Lawfully         | Lámání chleba       | Dan Minahan      | Rose Troche                                                                  | 15. února 2004  | 9. září 2011      |
| 6            | 6         | Losing It        | Letíme do New Yorku | Clement Virgo    | Guinevere Turner                                                             | 22. února 2004  | 16. září 2011     |
| 7            | 7         | L'Ennui          | Léčba nudou         | Tony Goldwyn     | Ilene Chaiken                                                                | 29. února 2004  | 23. září 2011     |
| 8            | 8         | Listen Up        | Lžeme si            | Kari Skogland    | Mark Zakarin                                                                 | 7. března 2004  | 30. září 2011     |
| 9            | 9         | Luck, Next Time  | Lepší zítřky        | Rose Troche      | Rose Troche                                                                  | 14. března 2004 | 7. října 2011     |
| 10           | 10        | Liberally        | Liberálně           | Mary Harron      | Ilene Chaiken                                                                | 21. března 2004 | 14. října 2011    |
| 11           | 11        | Looking Back     | Letní slavnost      | Rose Troche      | Guinevere Turner                                                             | 28. března 2004 | 21. října 2011    |
| 12           | 12        | Locked Up        | Lapák               | Lynne Stopkewich | Ilene Chaiken                                                                | 4. dubna 2004   | 28. října 2011    |
| 13           | 13        | Limb from Limb   | Láska bolí          | Tony Goldwyn     | Ilene Chaiken                                                                | 11. dubna 2004  | 4. listopadu 2011 |

### Druhá řada (2005)
| Č. v seriálu | Č. v řadě | Původní název       | Český název            | Režie            | Scénář           | Premiéra v USA  | Premiéra v ČR      |
| ------------ | --------- | ------------------- | ---------------------- | ---------------- | ---------------- | --------------- | ------------------ |
| 14           | 1         | Life, Loss, Leaving | Láska, lítost, loučení | Dan Minahan      | Ilene Chaiken    | 20. února 2005  | 11. listopadu 2011 |
| 15           | 2         | Lap Dance           | Lascivní tanec         | Lynne Stopkewich | Ilene Chaiken    | 27. února 2005  | 18. listopadu 2011 |
| 16           | 3         | Loneliest Number    | Lávka k samotě         | Rose Troche      | Lara Spotts      | 6. března 2005  | 25. listopadu 2011 |
| 17           | 4         | Lynch Pin           | Laciná láska           | Lisa Cholodenko  | Ilene Chaiken    | 13. března 2005 | 2. prosince 2011   |
| 18           | 5         | Labyrinth           | Labyrint               | Burr Steers      | Rose Troche      | 20. března 2005 | 9. prosince 2011   |
| 19           | 6         | Lagrimas de Oro     | Láska bláznivá         | Jeremy Podeswa   | Guinevere Turner | 27. března 2005 | 16. prosince 2011  |
| 20           | 7         | Luminous            | Lapené světlo          | Ernest Dickerson | Ilene Chaiken    | 3. dubna 2005   | 23. prosince 2011  |
| 21           | 8         | Loyal               | Loajalita              | Alison Maclean   | A. M. Homes      | 10. dubna 2005  | 30. prosince 2011  |
| 22           | 9         | Late, Later, Latent | Lekce v toleranci      | Tony Goldwyn     | David Stenn      | 17. dubna 2005  | 6. ledna 2012      |
| 23           | 10        | Land Ahoy           | Loď lásky              | Tricia Brock     | Ilene Chaiken    | 24. dubna 2005  | 13. ledna 2012     |
| 24           | 11        | Loud and Proud      | Láska a hrdost         | Rose Troche      | Elizabeth Hunter | 1. května 2005  | 20. ledna 2012     |
| 25           | 12        | L'Chaim             | Leť, duše, leť         | John Curran      | Ilene Chaiken    | 8. května 2005  | 27. ledna 2012     |
| 26           | 13        | Lacuna              | Láska léčí             | Ilene Chaiken    | Ilene Chaiken    | 15. května 2005 | 3. února 2012      |

### Třetí řada (2006)
| Č. v seriálu | Č. v řadě | Původní název                      | Český název                | Režie            | Scénář         | Premiéra v USA  | Premiéra v ČR   |
| ------------ | --------- | ---------------------------------- | -------------------------- | ---------------- | -------------- | --------------- | --------------- |
| 27           | 1         | Labia Majora                       | Lék na lásku               | Rose Troche      | Ilene Chaiken  | 8. ledna 2006   | 10. února 2012  |
| 28           | 2         | Lost Weekend                       | Líný víkend                | Bille Eltringham | A. M. Homes    | 15. ledna 2006  | 17. února 2012  |
| 29           | 3         | Lobsters                           | Lahodný humr               | Bronwen Hughes   | Ilene Chaiken  | 22. ledna 2006  | 24. února 2012  |
| 30           | 4         | Light My Fire                      | Láska dělá z lidí blázny   | Lynne Stopkewich | Cherien Dabis  | 29. ledna 2006  | 2. března 2012  |
| 31           | 5         | Lifeline                           | Linka života               | Kimberly Peirce  | Ilene Chaiken  | 5. února 2006   | 11. března 2012 |
| 32           | 6         | Lifesize                           | Loď do neznáma             | Tricia Brock     | Adam Rapp      | 12. února 2006  | 18. března 2012 |
| 33           | 7         | Lone Star                          | Léčení                     | Frank Pierson    | Elizabeth Ziff | 19. února 2006  | 25. března 2012 |
| 34           | 8         | Latecomer                          | Letíme                     | Angela Robinson  | Ilene Chaiken  | 26. února 2006  | 1. dubna 2012   |
| 35           | 9         | Lead, Follow or Get Out of the Way | Leť, běž, nebo jdi z cesty | Moises Kaufman   | Ilene Chaiken  | 5. března 2006  | 8. dubna 2012   |
| 36           | 10        | Losing the Light                   | Lásko moje sbohem          | Rose Troche      | Rose Troche    | 12. března 2006 | 15. dubna 2012  |
| 37           | 11        | Last Dance                         | Labutí píseň               | Allison Anders   | Ilene Chaiken  | 19. března 2006 | 22. dubna 2012  |
| 38           | 12        | Left Hand of the Goddess           | Levá ruka bohyně           | Ilene Chaiken    | Ilene Chaiken  | 26. března 2006 | 29. dubna 2012  |

### Čtvrtá řada (2007)
| Č. v seriálu | Č. v řadě | Původní název            | Český název             | Režie           | Scénář              | Premiéra v USA  | Premiéra v ČR     |
| ------------ | --------- | ------------------------ | ----------------------- | --------------- | ------------------- | --------------- | ----------------- |
| 39           | 1         | Legend in the Making     | Legenda začíná          | Bronwen Hughes  | Ilene Chaiken       | 7. ledna 2007   | 6. května 2012    |
| 40           | 2         | Livin' La Vida Loca      | Lidi, život je šílenej  | Marleen Gorris  | Alexandra Kondracke | 14. ledna 2007  | 13. května 2012   |
| 41           | 3         | Lassoed                  | Lasem lapená            | Tricia Brock    | Ilene Chaiken       | 21. ledna 2007  | 20. května 2012   |
| 42           | 4         | Layup                    | Limity                  | Jessica Sharzer | Elizabeth Ziff      | 28. ledna 2007  | 27. května 2012   |
| 43           | 5         | Lez Girls                | Líbání                  | John Stockwell  | Ilene Chaiken       | 4. února 2007   | 3. června 2012    |
| 44           | 6         | Luck Be a Lady           | Lepší je být ženou      | Angela Robinson | Angela Robinson     | 11. února 2007  | 10. června 2012   |
| 45           | 7         | Lesson Number One        | Lekce číslo jedna       | Moises Kaufman  | Ariel Schrag        | 18. února 2007  | 17. června 2012   |
| 46           | 8         | Lexington & Concord      | Lhář                    | Jamie Babbit    | Ilene Chaiken       | 25. února 2007  | 24. června 2012   |
| 47           | 9         | Lacy Lilting Lyrics      | Lascivně melodický text | Bronwen Hughes  | Cherien Dabis       | 4. března 2007  | 1. července 2012  |
| 48           | 10        | Little Boy Blue          | Lesk a bída             | Karyn Kusama    | Elizabeth Ziff      | 11. března 2007 | 8. července 2012  |
| 49           | 11        | Literary License To Kill | Literární předloha      | John Stockwel   | Ilene Chaiken       | 18. března 2007 | 15. července 2012 |
| 50           | 12        | Long Time Coming         | Loučení na pláži        | Ilene Chaiken   | Ilene Chaiken       | 25. března 2007 | 22. července 2012 |

### Pátá řada (2008)
| Č. v seriálu | Č. v řadě | Původní název                | Český název                           | Režie           | Scénář              | Premiéra v USA  | Premiéra v ČR     |
| ------------ | --------- | ---------------------------- | ------------------------------------- | --------------- | ------------------- | --------------- | ----------------- |
| 51           | 1         | LGB Tease                    | Lesby, gayové, bisexuálové a škádlení | Angela Robinson | Ilene Chaiken       | 6. ledna 2008   | 29. července 2012 |
| 52           | 2         | Look Out, Here They Come!    | Luxusní svatba                        | Jamie Babbit    | Cherien Dabis       | 13. ledna 2008  | 5. srpna 2012     |
| 53           | 3         | Lady of the Lake             | Leť, holubičko                        | Tricia Brock    | Ilene Chaiken       | 20. ledna 2008  | 12. srpna 2012    |
| 54           | 4         | Let's Get This Party Started | Lesbický večírek                      | John Stockwell  | Elizabeth Ziff      | 27. ledna 2008  | 19. srpna 2012    |
| 55           | 5         | Lookin' At You, Kid          | Líbíš se mi, holka                    | Angela Robinson | Angela Robinson     | 3. února 2008   | 26. srpna 2012    |
| 56           | 6         | Lights! Camera! Action!      | Lokace: Los Angeles                   | Ilene Chaiken   | Ilene Chaiken       | 10. února 2008  | 2. září 2012      |
| 57           | 7         | Lesbians Gone Wild           | Lesby utržené ze řetězu               | Angela Robinson | Elizabeth Ziff      | 17. února 2008  | 9. září 2012      |
| 58           | 8         | Lay Down the Law             | Láska vítězí                          | Leslie Libman   | Alexandra Kondracke | 24. února 2008  | 16. září 2012     |
| 59           | 9         | Liquid Heat                  | Letní vedra                           | Rose Troche     | Ilene Chaiken       | 2. března 2008  | 23. září 2012     |
| 60           | 10        | Lifecycle                    | Lesbická jízda                        | Angela Robinson | Angela Robinson     | 9. března 2008  | 30. září 2012     |
| 61           | 11        | Lunar Cycle                  | Lunární cyklus                        | Bob Aschmann    | Ilene Chaiken       | 16. března 2008 | 7. října 2012     |
| 62           | 12        | Loyal and True               | Loajalita a pravda                    | Ilene Chaiken   | Ilene Chaiken       | 23. března 2008 | 14. října 2012    |

### Šestá řada (2009)
| Č. v seriálu | Č. v řadě | Původní název                 | Český název                   | Režie           | Scénář              | Premiéra v USA | Premiéra v ČR      |
| ------------ | --------- | ----------------------------- | ----------------------------- | --------------- | ------------------- | -------------- | ------------------ |
| 63           | 1         | Long Night's Journey Into Day | Líná cesta dlouhé noci do dne | Ilene Chaiken   | Ilene Chaiken       | 18. ledna 2009 | 21. října 2012     |
| 64           | 2         | Least Likely                  | Ladíme k sobě                 | Rose Troche     | Rose Troche         | 25. ledna 2009 | 28. října 2012     |
| 65           | 3         | LMFAO                         | Laškování k popukání          | Angela Robinson | Alexandra Kondracke | 1. února 2009  | 4. listopadu 2012  |
| 66           | 4         | Leaving Los Angeles           | Leaving Los Angeles           | Rose Troche     | Ilene Chaiken       | 8. února 2009  | 11. listopadu 2012 |
| 67           | 5         | Litmus Test                   | Lakmusový test                | Angela Robinson | Angela Robinson     | 15. února 2009 | 18. listopadu 2012 |
| 68           | 6         | Lactose Intolerant            | Laktózová intolerance         | John Stockwell  | Elizabeth Ziff      | 22. února 2009 | 25. listopadu 2012 |
| 69           | 7         | Last Couple Standing          | Láska v rytmu tance           | Rose Troche     | Ilene Chaiken       | 1. března 2009 | 2. prosince 2012   |
| 70           | 8         | Last Word                     | Loučím se, vaše               | Ilene Chaiken   | Ilene Chaiken       | 8. března 2009 | 9. prosince 2012   |